# 1942 au Brésil
Chronologie du Brésil
- 1938
- 1939
- 1940
- 1941
- 1942
- 1943
- 1944
- 1945
- 1946

Cette page concerne des événements d'actualité qui se sont produits durant l'année 1942 au Brésil.

## Événements
- 28 janvier : le Brésil rompt ses relations diplomatiques avec l'Allemagne, le Japon et l'Italie[1] ;
- 26 juillet : le navire marchand brésilien Tamandaré est torpillé par le sous-marin allemand U-66 au large des côtes de Trinité-et-Tobago ;
- 17 août : les navires brésiliens Itagiba et Arará sont coulés par un sous-marin allemand ;
- 22 août : le président Getúlio Vargas annonce la déclaration de guerre du Brésil contre l'Allemagne et l'Italie[2] ;
- 31 août : le président Getúlio Vargas déclare l'état de guerre sur tout le territoire[3] ;
- 28 octobre : le navire brésilien Rio Branco coule un sous-marin allemand[4].

## Naissances
- 19 mars : José Serra, 33e gouverneur de l'État de São Paulo
- 26 juin : Gilberto Gil, musicien et militant politique

## Décès
- 13 février : Epitácio Pessoa, 11e président du Brésil